# Petra Kolmančič
Petra Kolmančič, slovenska pesnica, urednica in producentka, * 22. junij 1974, Ptuj. 

## Življenje in delo
Osnovno šolo je obiskovala v Ormožu, gimnazijo pa v Ljutomeru. Študirala je na Filozofski fakulteti v Ljubljani, kjer je leta 2001 pridobila naziv sociologinja kulture in filozofinja. Naslov njenega diplomskega dela, ki ga je pisala pod mentorstvom Leva Krefta, je Filmska fotografija.
Pri založbi Subkulturni azil Maribor je bila urednica knjižne zbirke Frontier (1997-2003), med letoma 1998 in 2010 je bila urednica literarnega dela projekta Rokerji pojejo pesnike, od leta 2015 pa je urednica za literaturo pri reviji Dialogi.
Od leta 2002 je programska koordinatorica Slovenskih dnevov knjige v Mariboru in programski vodja literarnega programa MKC Črka javnega zavoda MKC Maribor. Od leta 2021 je zaposlena kot koordinatorka in vodja literarnih programov javnega zavoda Mladinski kulturni center Maribor.
Delovala je kot članica literarne komisije za podelitev Veronikine in Jenkove nagrade, literarne komisije za podelitev Glazerjevih listin in nagrad ter literarne komisije Prešernovega sklada za podelitev Prešernovih nagrad. 
Je avtorica šestih pesniških zbirk: Luknja (1994), Šus v glavo (1995), Slina (1999), Uvod v poželenje (2004), P(l)ast za p(l)astjo  (2014) in Tretja oseba dvojine (2017). Izdala je tudi knjigo Fanzini: komunikacijski medij subkultur (2001). Njene pesmi so prevedene v španščino, madžarščino, angleščino, gelščino, grščino, armenščino, hrvaščino, mekedonščino in nemščino ter uvrščene v številne domače in tuje antologije. Zbirka P(l)ast za p(l)astjo je bila prevedena v češčino: (Pro)past za (pro)pastí (Albert, Boskovice, 2020).
Leta 2014 je prejela Veronikino nagrado za najboljšo zbirko leta za pesniško zbirko P(l)ast za p(l)astjo, leta 2019 pa Glazerjevo listino za posebne dosežke na področju literature. Leta 2018 in 2019 je bila nominirana za Čašo nesmrtnosti za vrhunski desetletni pesniški opus.
Občasno piše besedila za popularno glasbo ter nastopa kot avtorica multimedijskih performansov. Ukvarja se s produkcijo videopoezije. 

## Nagrade
- 2014 - Veronikina nagrada za pesniško zbirko P(l)ast za p(l)astjo